# Collezione Philippi

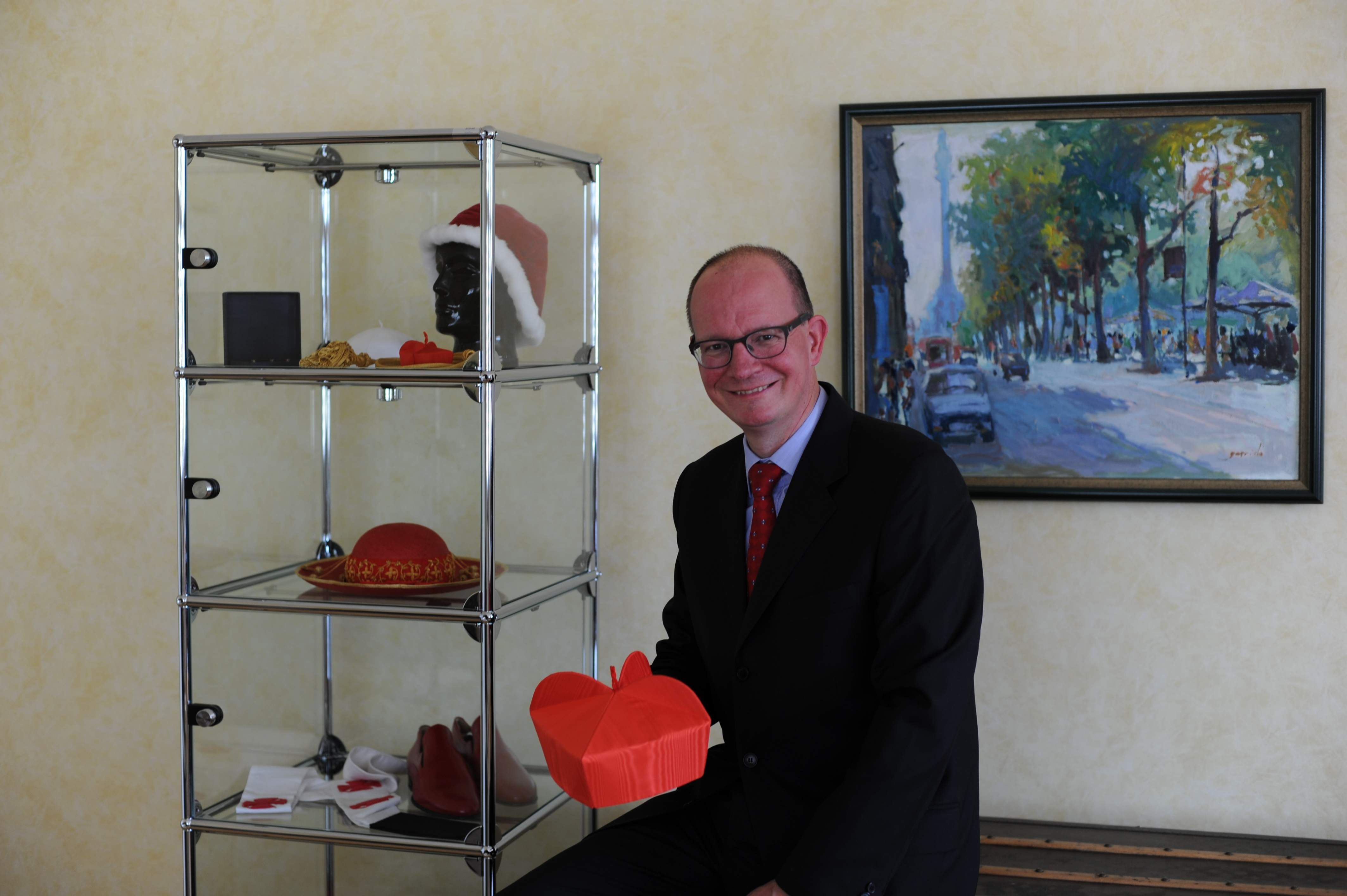
Dieter Philippi con il suo primo pezzo della collezione, una berretta cardinalizia di seta rossa con moiré

La collezione Philippi è una collezione privata di Tholey, in Germania, che raccoglie copricapi di fede, religione e spiritualità ed altri oggetti che completano l'abbigliamento dei religiosi.

## Descrizione

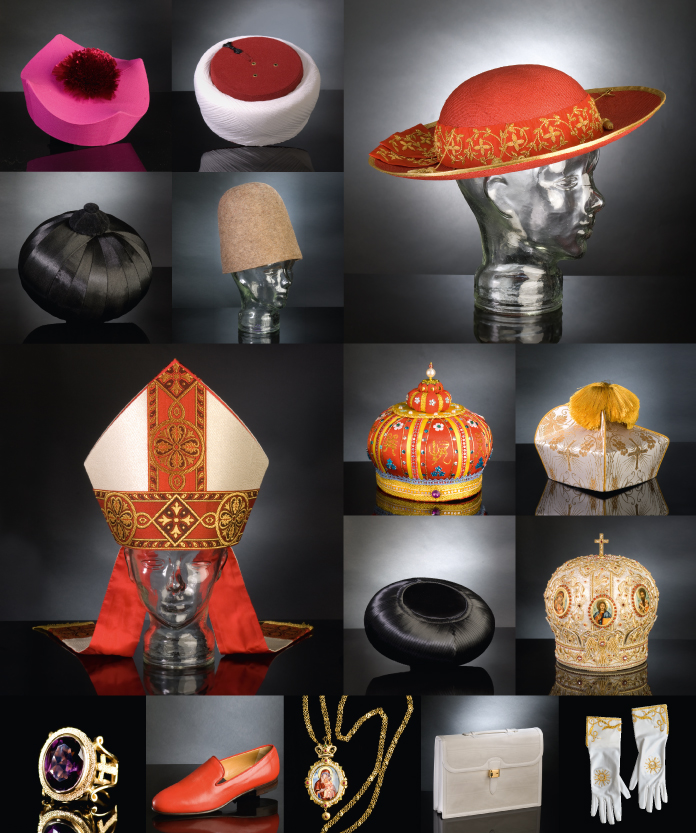
Pezzi della collezione Philippi

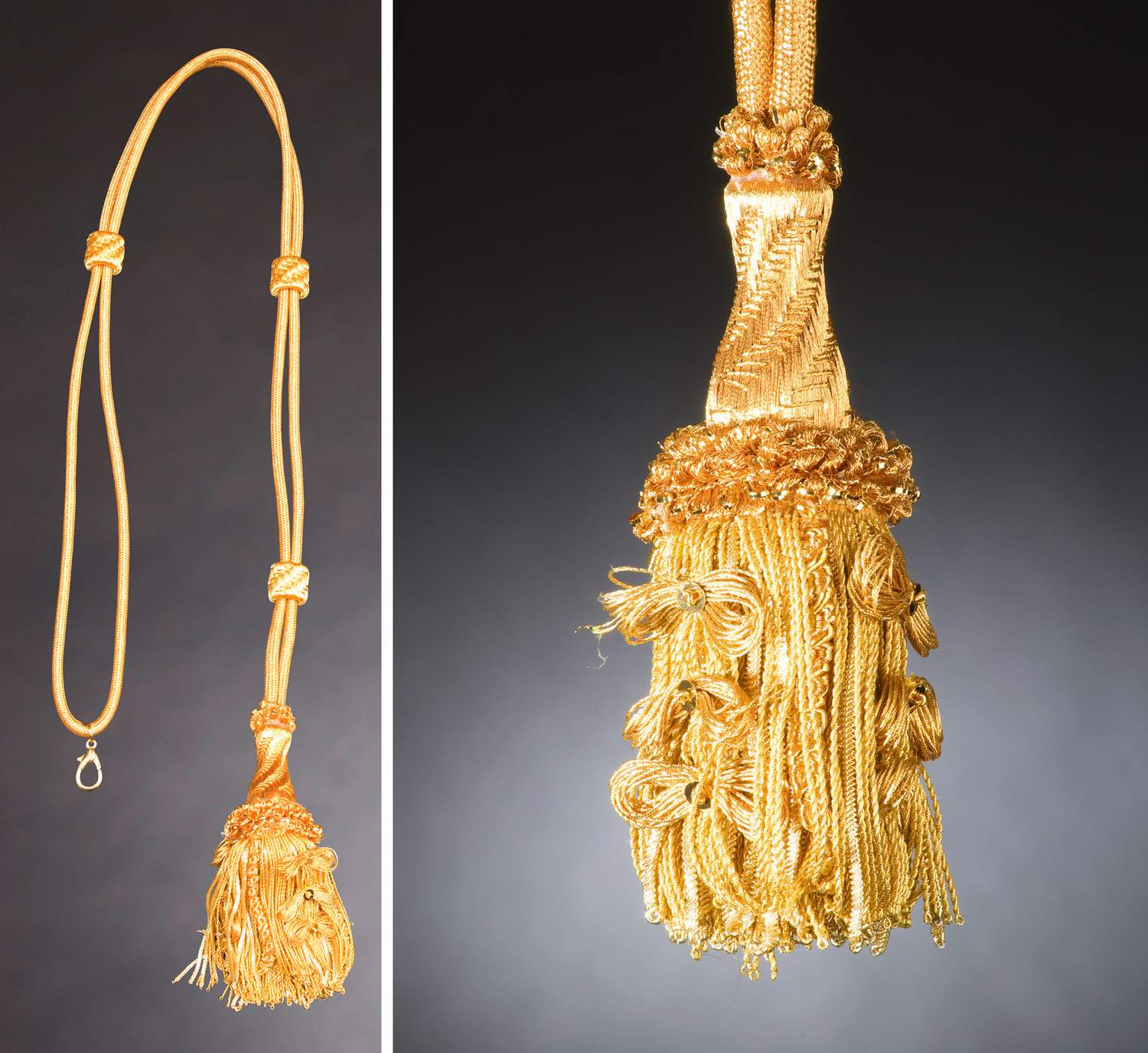
Cordone d'oro pettorale, indossato dai papi della Chiesa cattolica

La collezione Philippi è una collezione privata raccolta da Dieter Philippi di Saarbrücken.
Fra i pezzi d'interesse raccolti vi sono oltre cinquecento copricapi del cristianesimo, islamismo, ebraismo, caodaismo, shintoismo, buddhismo, sikhismo, libera Chiesa, sufismo, Chiesa evangelica battista e altre comunità religiose.
In essa si trovano pure oltre cento pezzi da esposizione di ambiente clericale ed ecclesiastico, come ad esempio le scarpe dei papi, i guanti pontificali, i palli, la croce pettorale, gli anelli vescovili, alcune porcellane pontificie, le fasce delle vesti ecclesiastiche, la mantella cardinalizia e molto altro ancora.
Alla collezione appartengono pure 52 cordoni per la croce pettorale, in parte prodotti in sontuosa passamaneria lavorata a mano. Nella Chiesa cattolica il papa, i cardinali e i vescovi appendono la loro croce pettorale a tali cordoni.

## Esposizione
La collezione si trovava a Kirkel nel Saarland, non è aperta al pubblico ed è visitabile solo a richiesta. Parti della collezione sono esposti in esibizioni temporanee presso musei locali o specialistici. La raccolta è, con tutta probabilità, la più grande collezione al mondo di questo genere di manufatti.
È prevista l'apertura di una nuova sede espositiva a Tholey nel corso del 2022.

## Galleria d'immagini

Una scelta di copricapi e oggetti della collezione Philippi
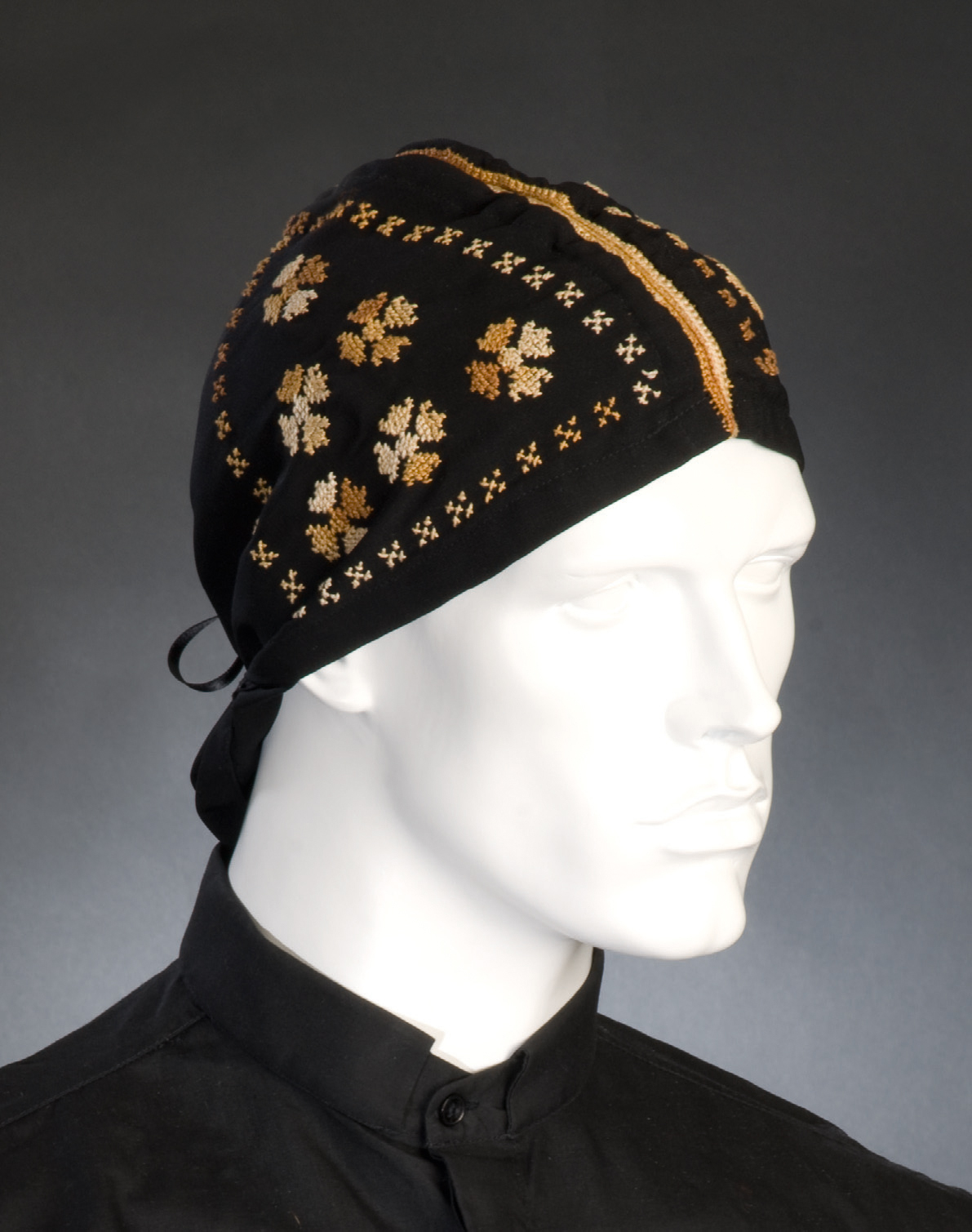
Kalansowa (Kalansoah, Qalansuwah, Kalansawa), portato nella chiesa ortodossa copta da vescovi e sacerdoti dell'ordine dei monaci
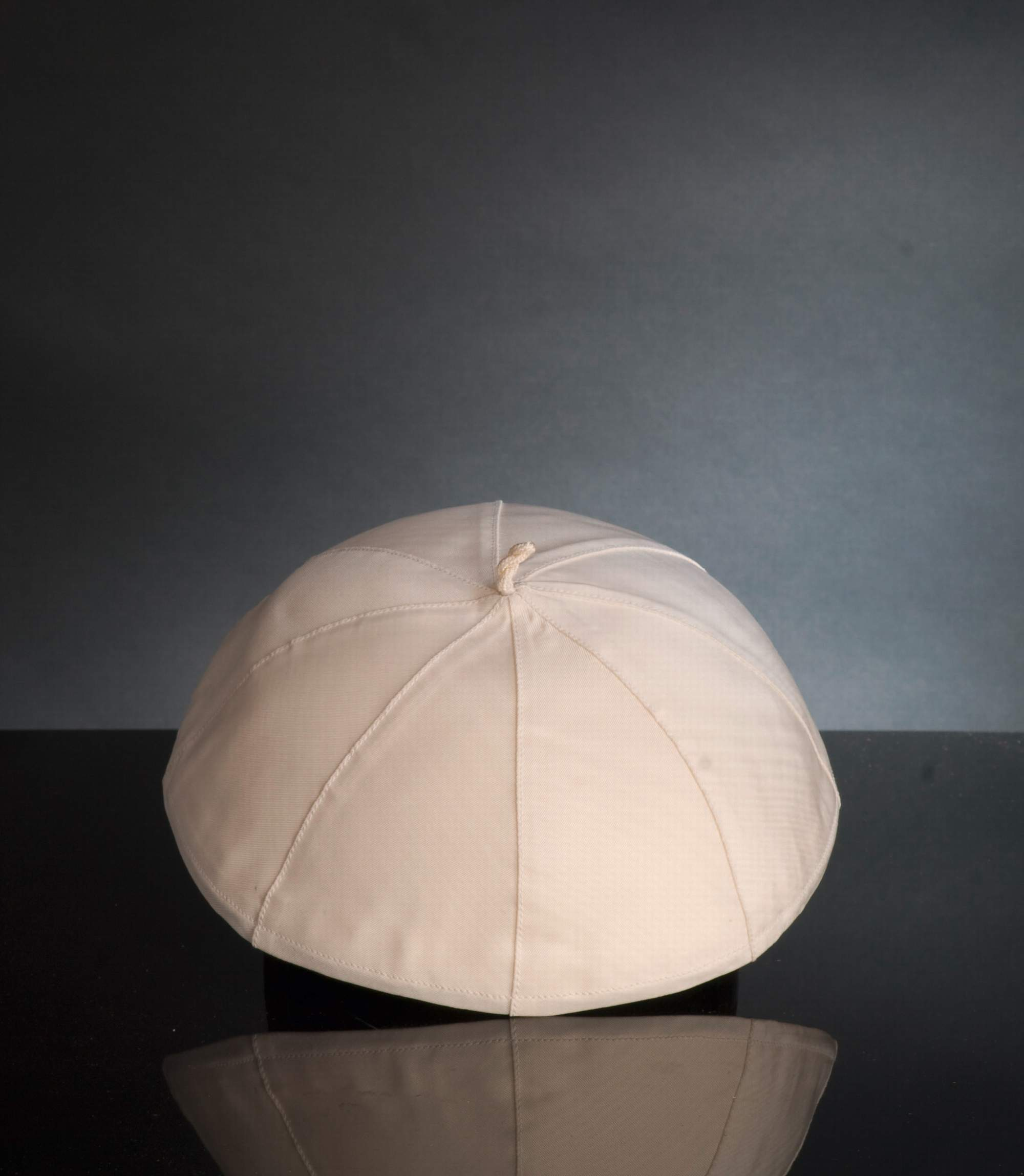
Zucchetto di seta bianca, indossato dai papi
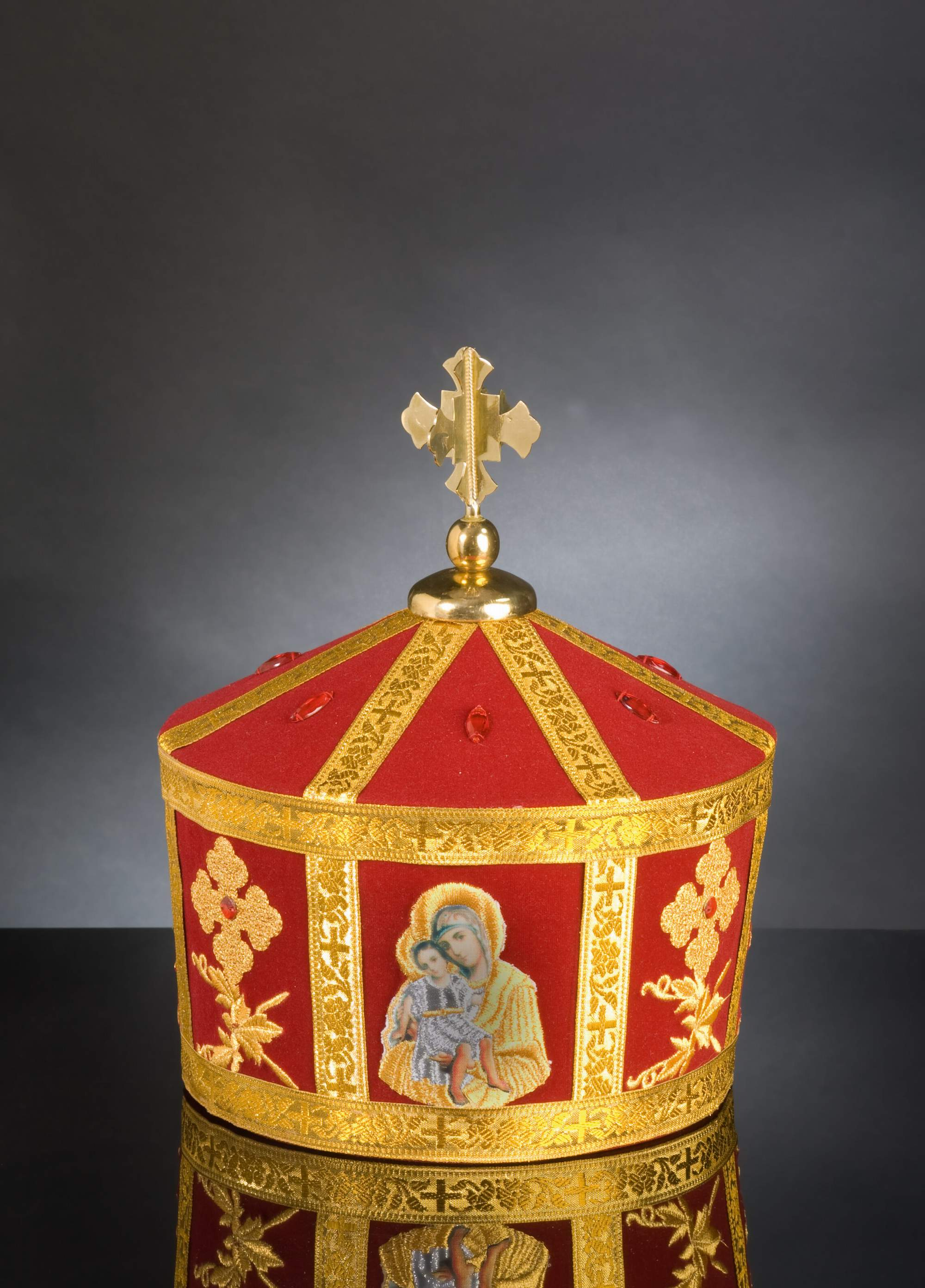
Sagharvart, indossato dagli arcipreti nella chiesa apostolica armena
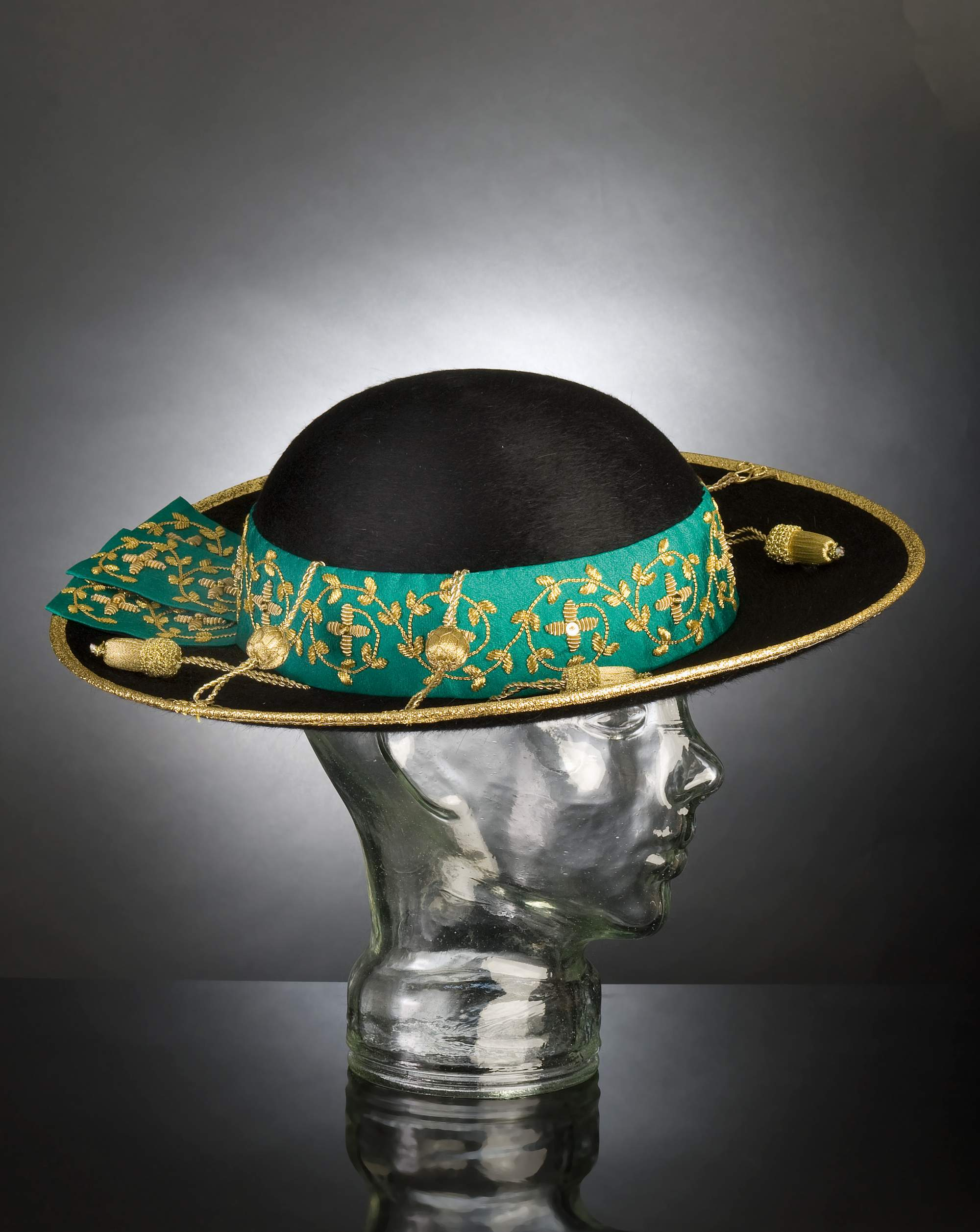
Saturno o (cappello romano) indossato dagli arcivescovi con ricami biblici in filo d'oro e ghiande dorate
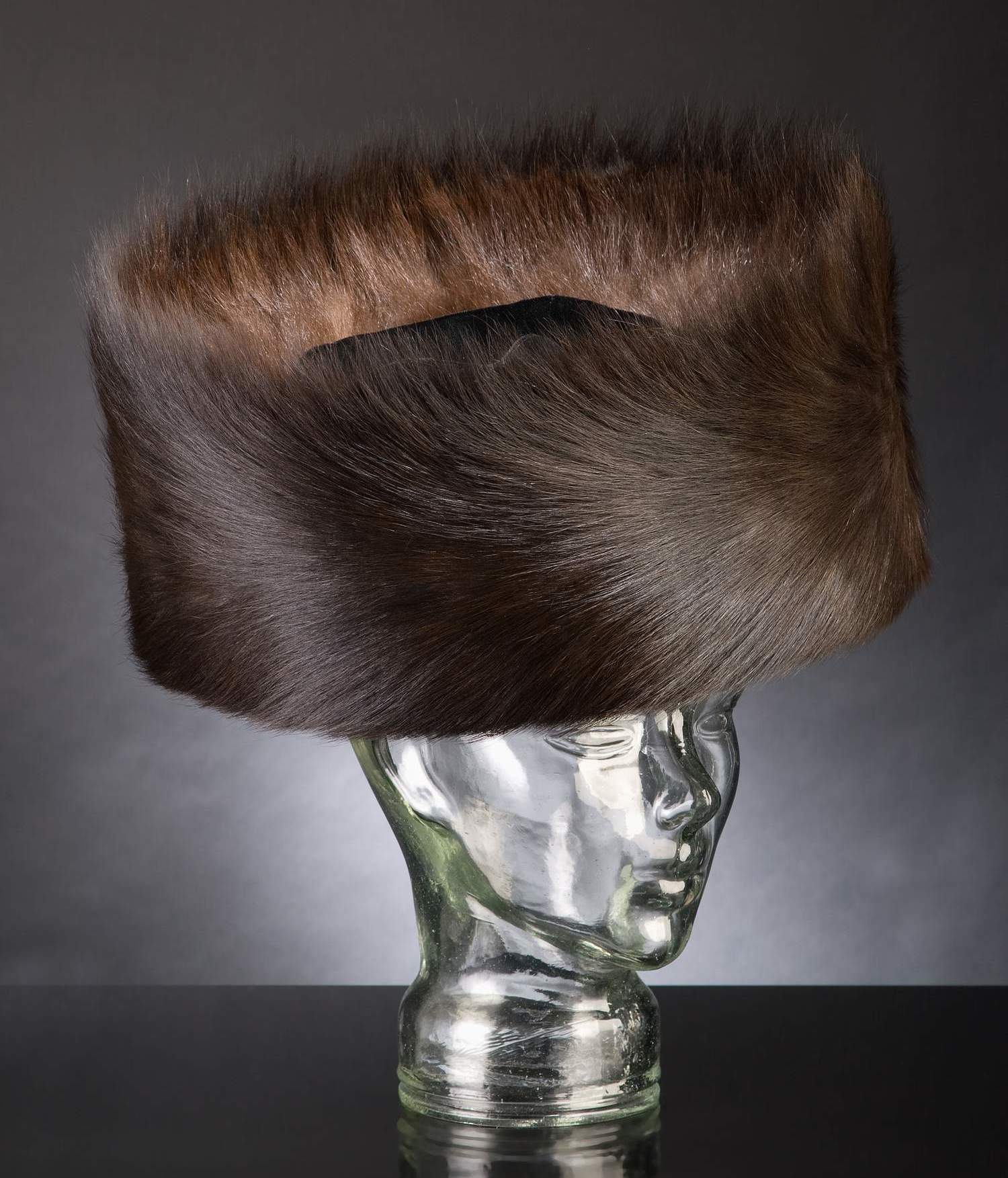
Shtreimel, indossato dagli ebrei chassidici durante i Sabbat e nei giorni di festa
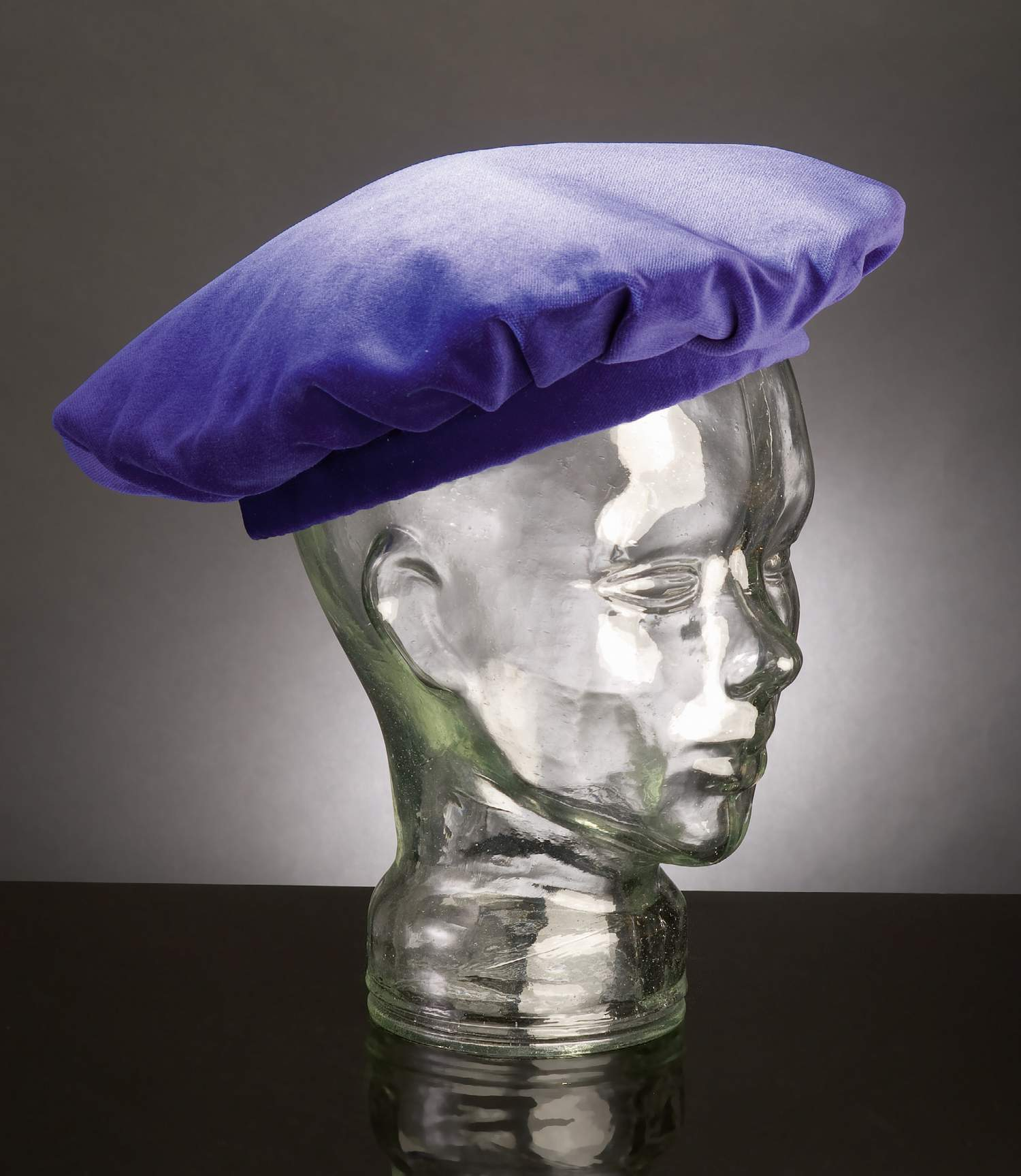
Berretto Kurhessen-Waldeck, indossato dai pastori protestanti in veste di servizio fuori dalla chiesa
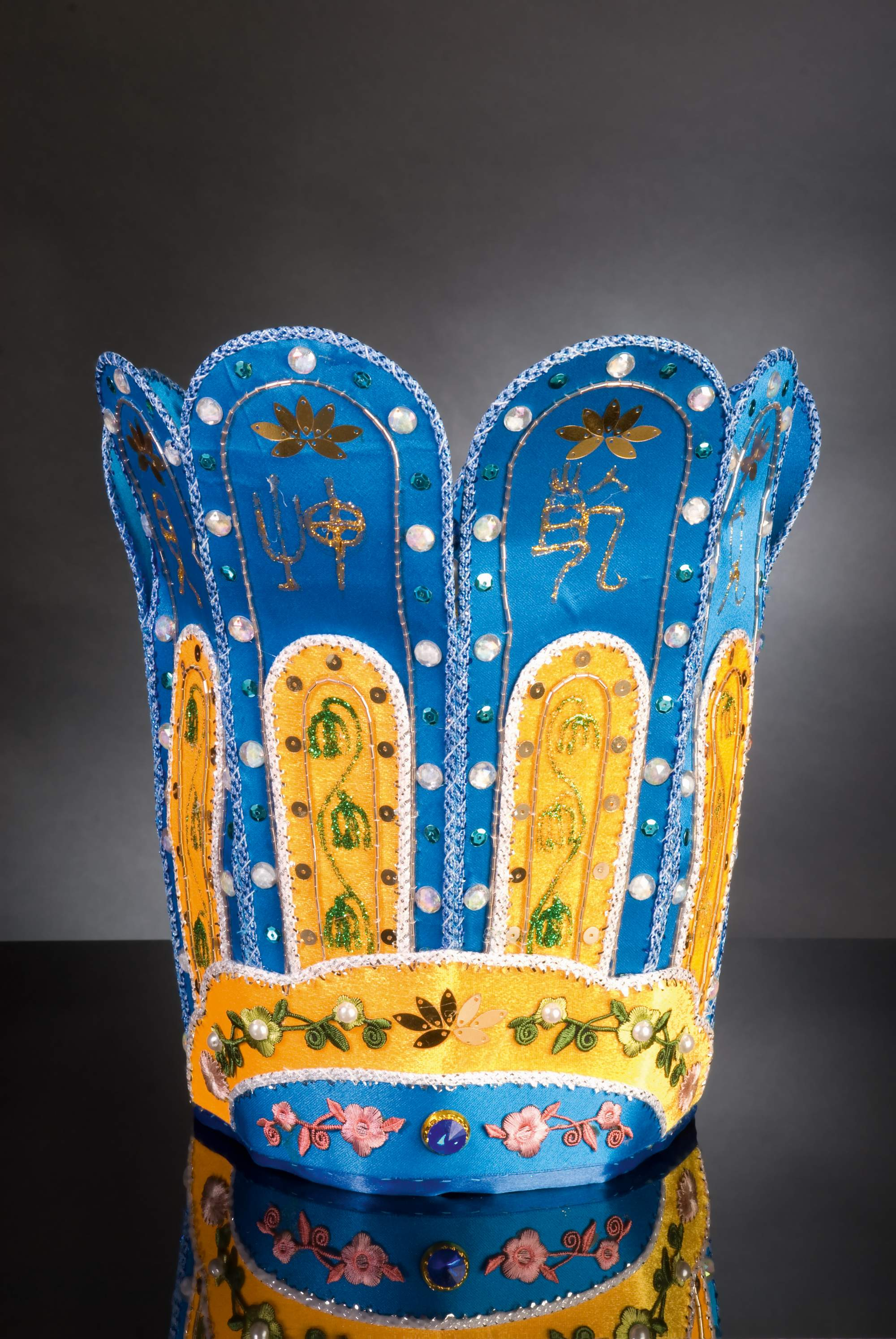
Tam Quam Mao, indossato nel Caodaismo dai cardinali del partito blu
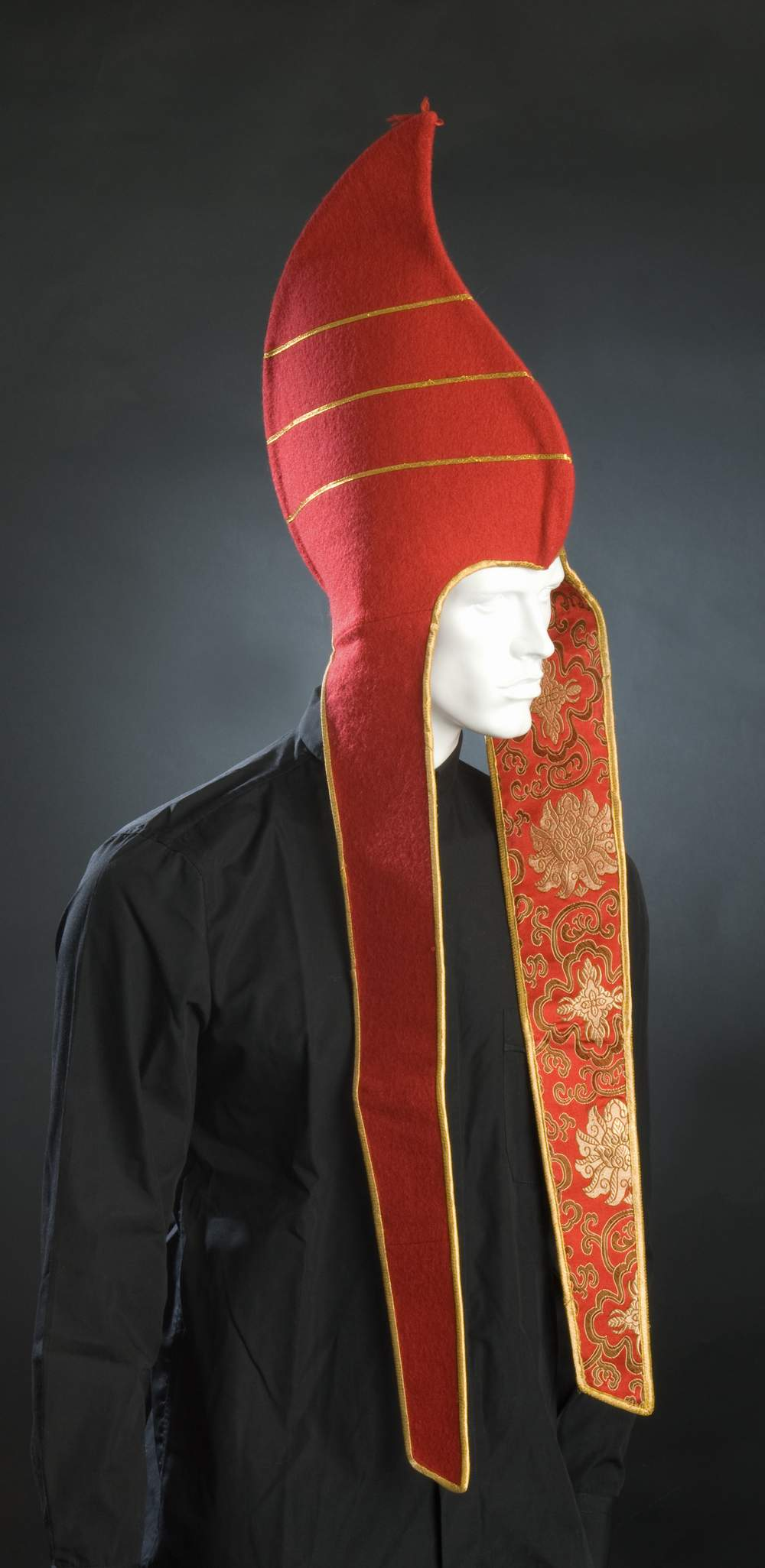
Pan Zva (cappello con lunghe orecchie), indossato nel Buddhismo tibetano dagli appartenenti alla scuola Nyingma
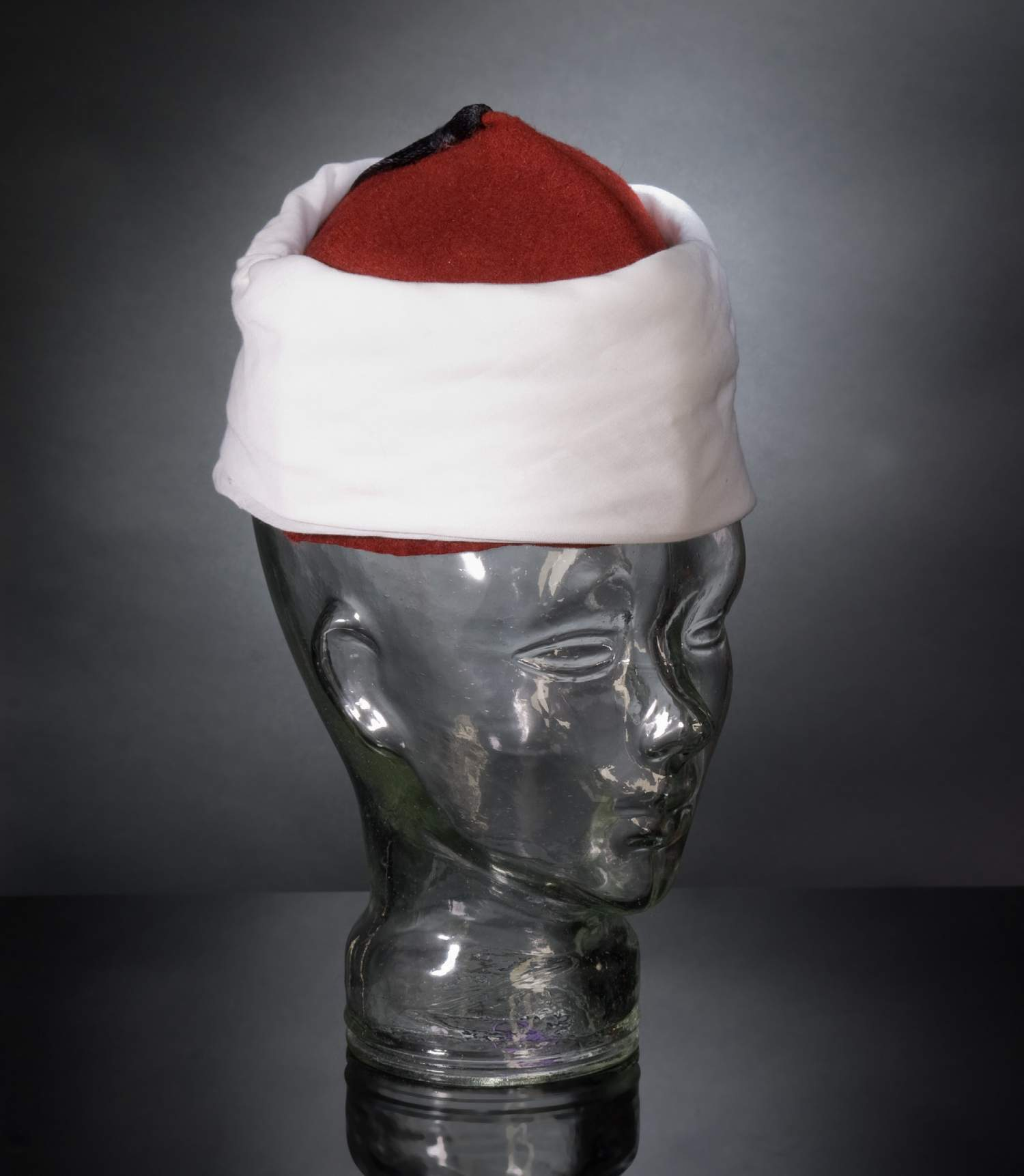
Imam Sarik, indossato nell'Islamismo dai predicatori e dagli imam, principalmente in Egitto
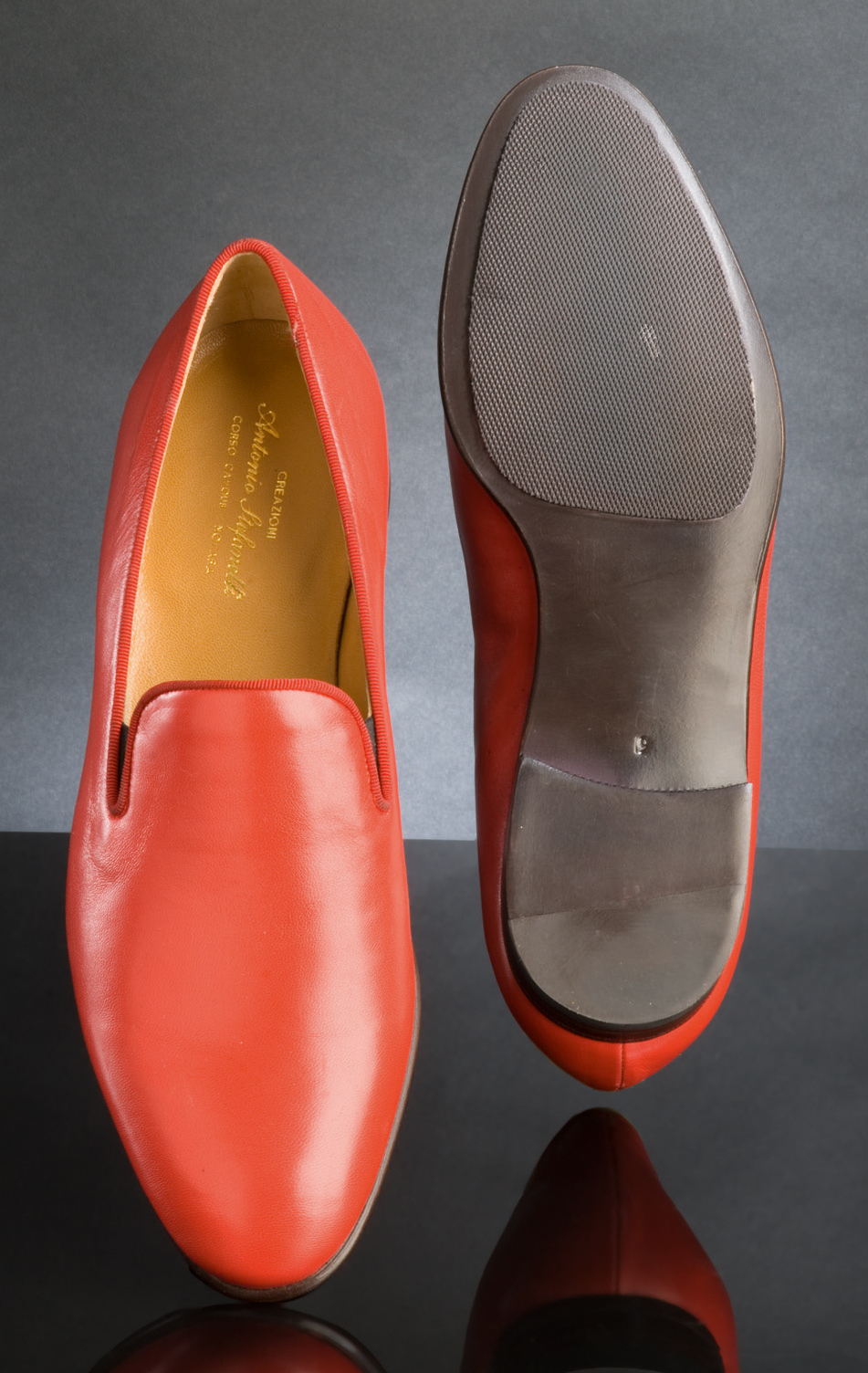
Mocassino rosso, prodotto dal calzolaio papale Adriano Stefanelli, Novara, indossato da papa Benedetto XVI.
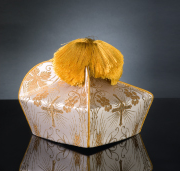
Berretta papale con ricami e fiocco dorati
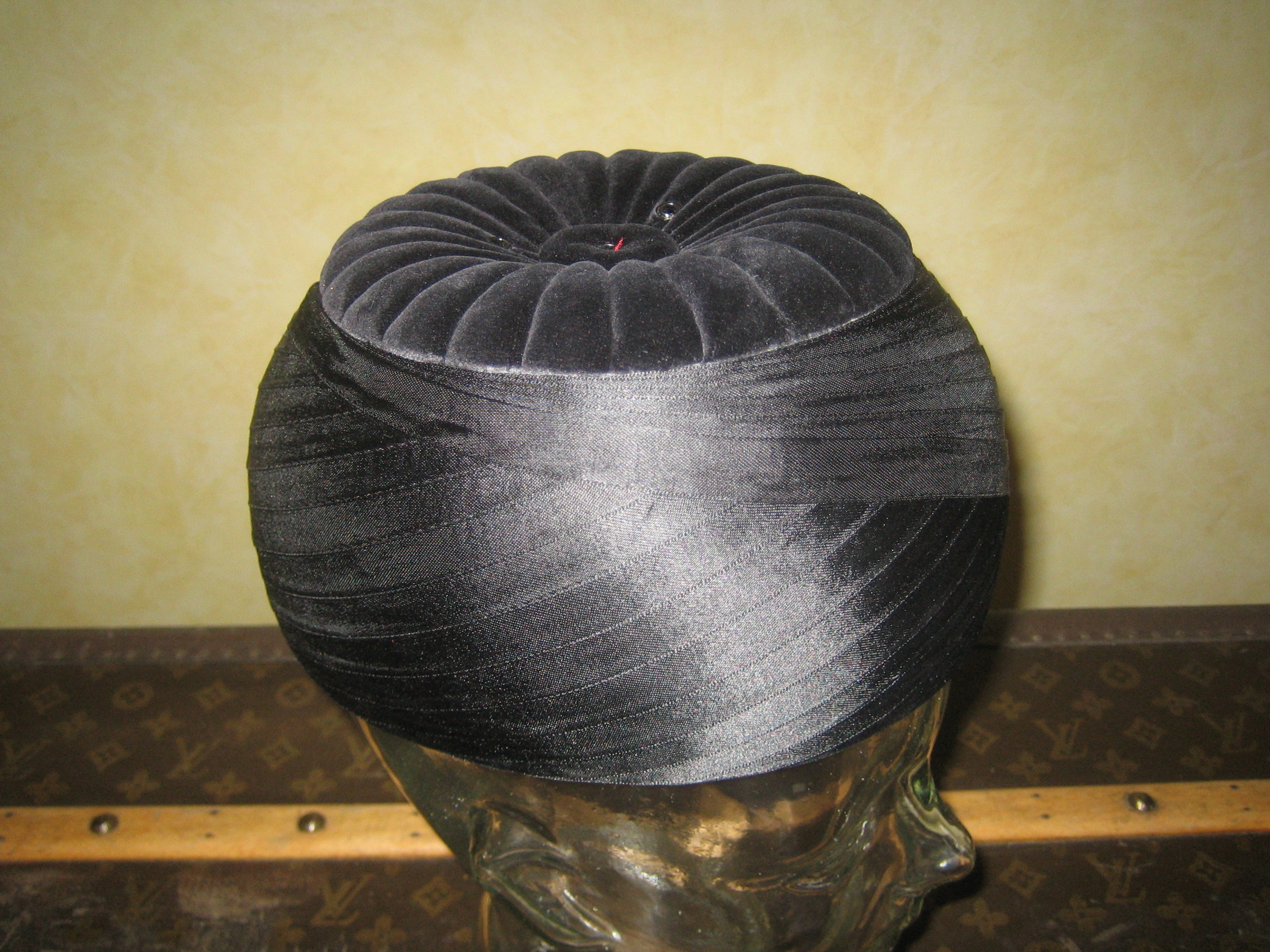
Tabiah nera, copricapo del clero maronita
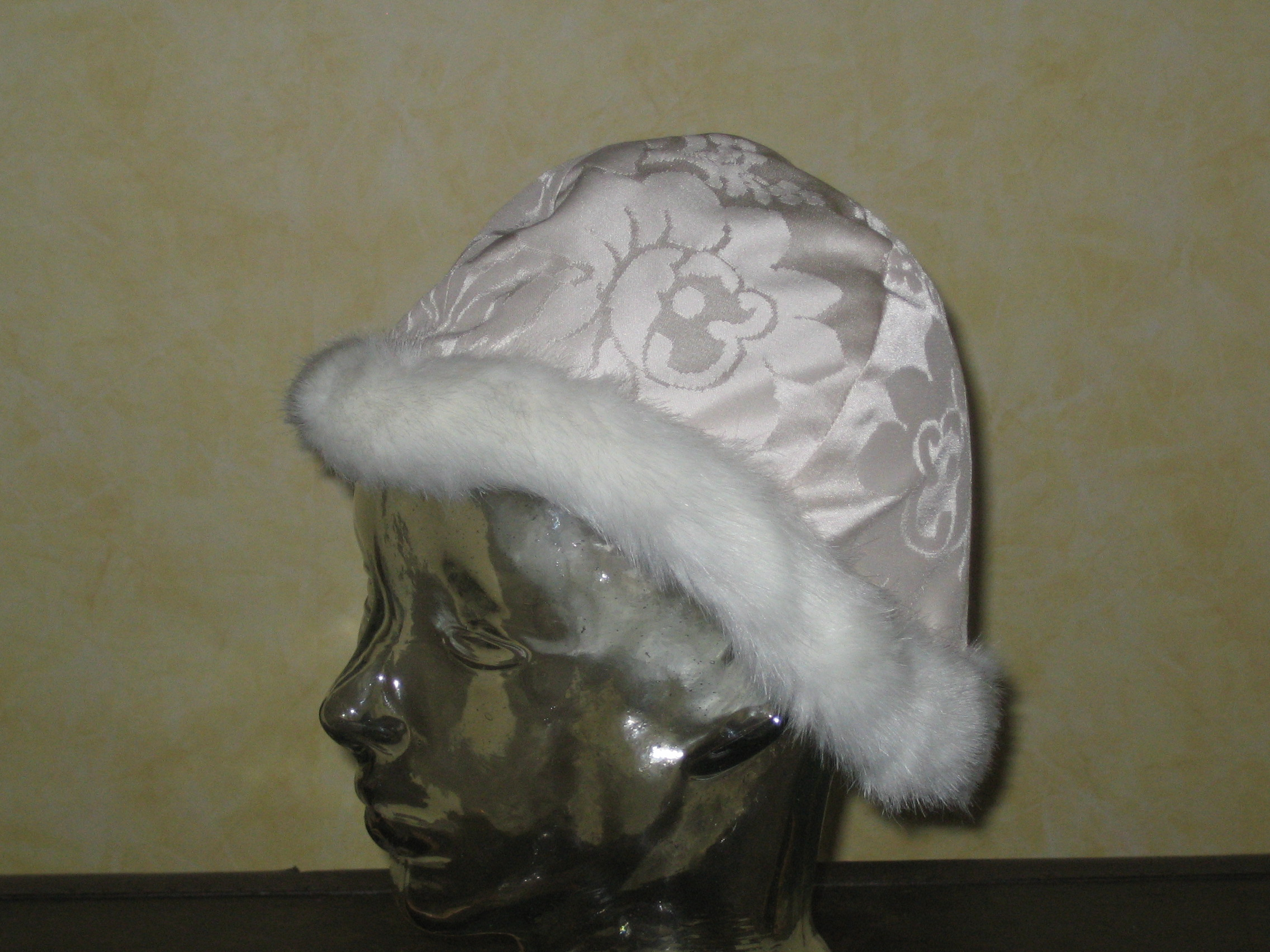
Camauro bianco, copricapo papale
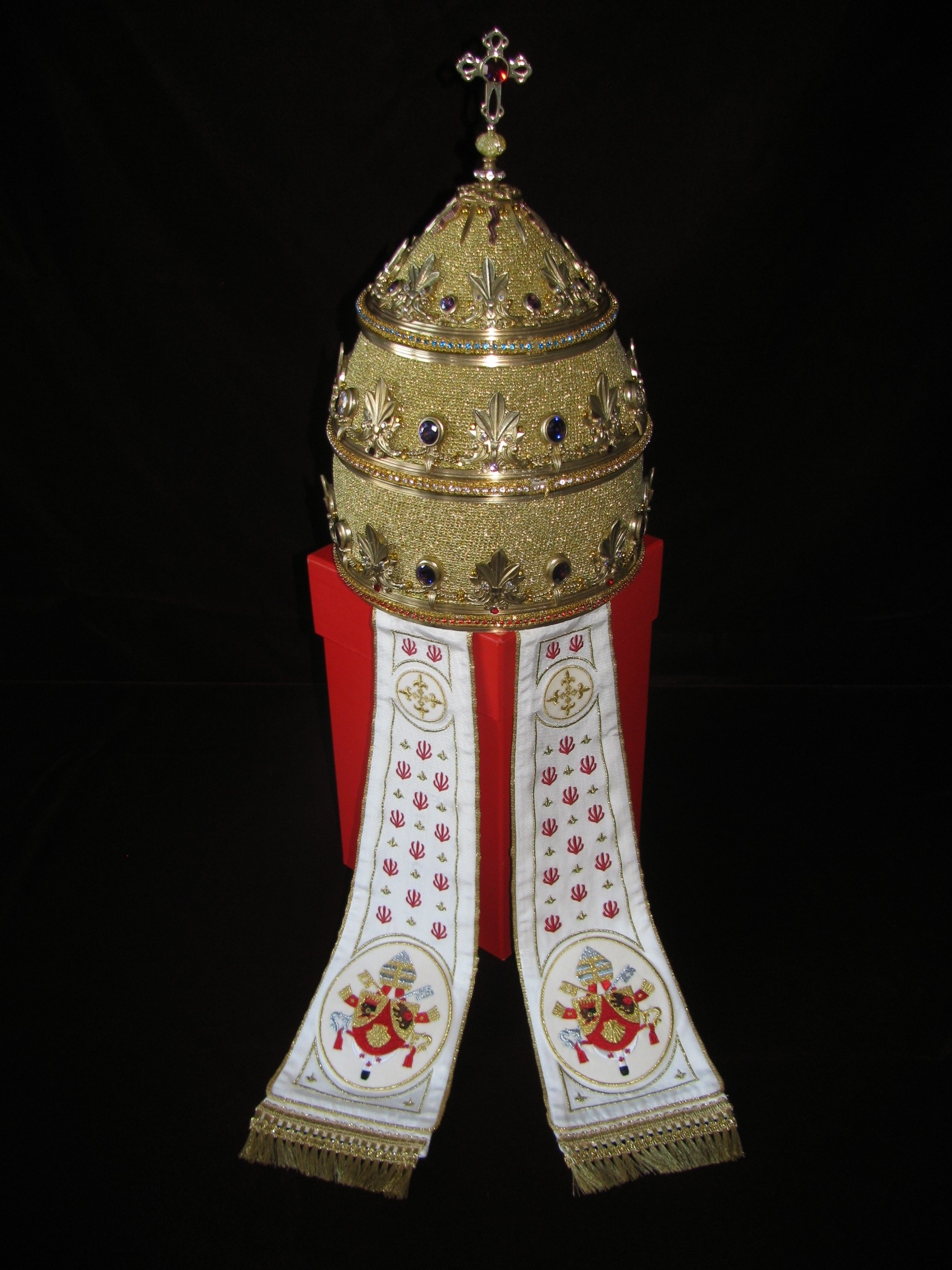
Tiara papale donata a papa Benedetto XVI